# مایکل گیل
مایکل گیل (انگلیسی: Michel Gill؛ زادهٔ ۱۶ آوریل ۱۹۶۰) هنرپیشه اهل ایالات متحده آمریکا است.
از فیلم‌ها یا برنامه‌های تلویزیونی که وی در آن نقش داشته‌است می‌توان به خانه پوشالی و آقای ربات اشاره کرد.